# بولي (كورنوال)
بولي (بالإنجليزية: Boleigh)‏ هي قرية تقع في المملكة المتحدة في كورنوال.